# Grillgabel

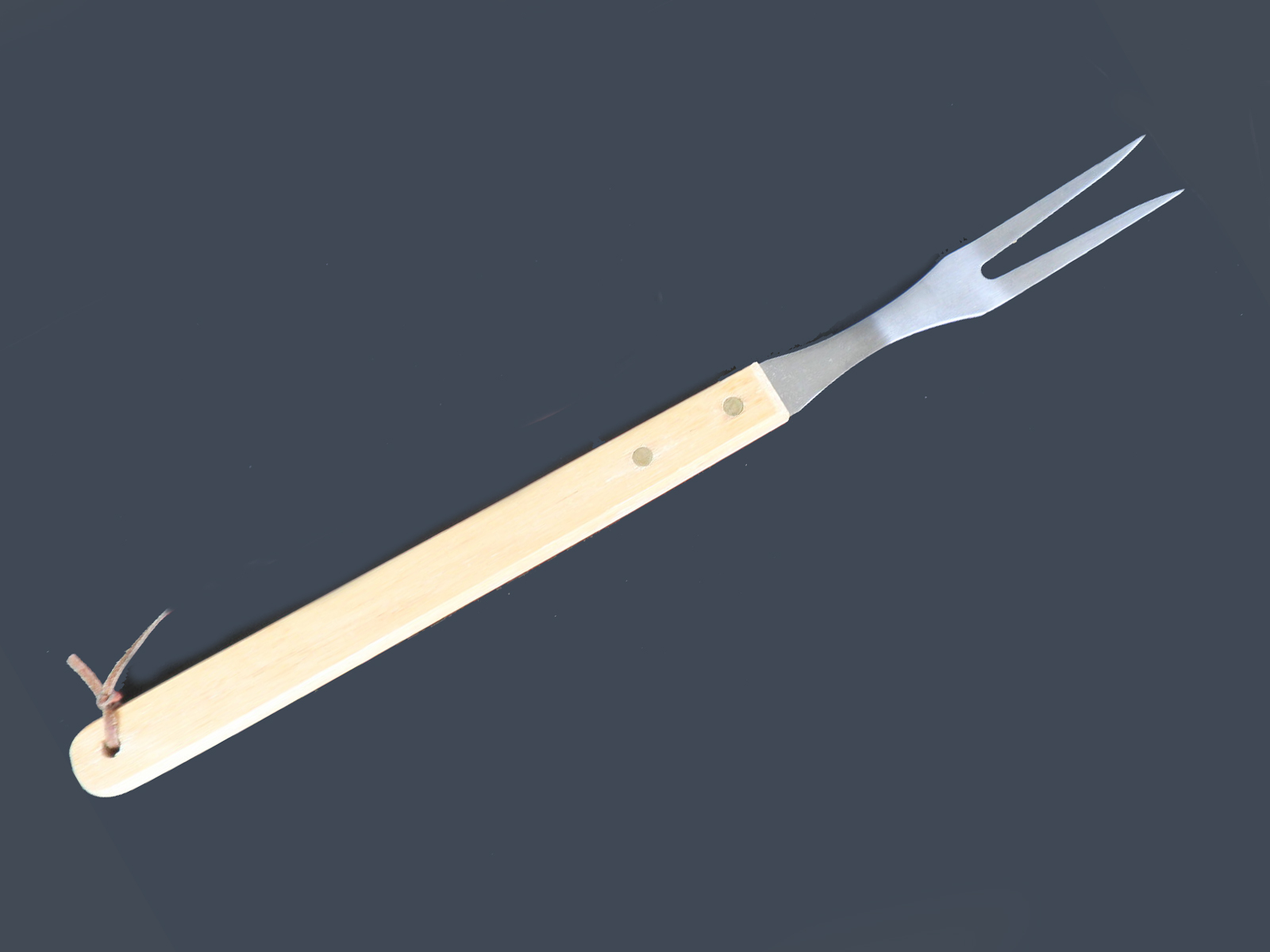
Grillgabel aus Edelstahl mit Holzgriff

Eine Grillgabel ist ein langstielige Version einer normalen Küchengabel mit in der Regel zwei Zacken und wird dazu genutzt, um Fleisch oder Gemüse auf einem Grill zu wenden oder zum Verzehr aufzunehmen. Anders als bei einer Grillzange wird die Oberfläche des Grillguts durchstochen, so dass auch die Aufnahme oder das Fixieren schwereren Grillguts möglich ist. Meist bestehen Grillgabeln aus einer lebensmittelfreundlichen Edelstahllegierung und sind mit einem Griff aus hitzebeständigem Kunststoff oder Holz versehen. Die Länge der Grillgabeln variiert je nach Einsatzzweck zwischen 40 cm und 60 cm, je nachdem wie groß die Grillfläche ist.